# República dos Assassinos
República dos Assassinos és una pel·lícula brasilera de 1979, del gènere drama policial, escrita i dirigida per Miguel Faria Jr., amb un guió basat amb el llibre homònim d'Aguinaldo Silva.

## Sinopsi
El 1970 els crims de l'esquadró de la mort pel refinament de la violència van provocar una onada de reaccions a tot el país. Les fotos de les víctimes, adornades amb la calavera, símbol del grup, van provocar una incòmoda indignació. Aquesta és la història de Mateus Romeiro, el més famós dels policies, que formava part del grup dels homes d'acer, una de les faccions en què estava dividit l'esquadró.

## Repartiment
- Tarcísio Meira
- Sandra Bréa
- Anselmo Vasconcelos
- Sylvia Bandeira
- José Lewgoy
- Tonico Pereira
- Ítalo Rossi
- Flávio São Thiago
- Paulo Villaça
- Milton Moraes
- Vinícius Salvatori
- Ivan de Almeida
- José Dumont
- Lia Sol
- Elba Ramalho
- Luiz Carlos Lacerda
- Wilson Grey
- Haylton Farias
- Luiz Antonio Magalhães
- Paschoal Villaboin
- Ligia Diniz
- Rubem José
- Gabriel Archanjo

## Premis i nominacions
El 1980 va guanyar el segon premi al Festival Internacional de Cinema de Cartagena de Indias (1980). També fou exhibit en la secció oficial del Festival Internacional de Cinema de Sant Sebastià 1980.